# Трето управление
Трето управление е подразделение на Държавна сигурност на България, включващо военното контраразузнаване (ВКР).

## История
Военното контраразузнаване в България първоначално е част от Разузнавателния отдел при Министерството на войната. След Деветосептемврийския преврат от 1944 г. на него е възложено прочистването на армията от противници на режима, но според ръководството на БРПк първоначално то трудно се справя с тази задача. След отстраняването на военния министър Дамян Велчев през 1946 г. и поставянето на министерството под контрола на комунистите дейността му се активизира и то играе важна роля в чистките в армията и няколкото монтирани политически процеса срещу висши офицери.
От 1 януари 1950 г. военното контраразузнаване е прехвърлено към Министерството на вътрешните работи и малко след това получава статут на самостоятелен Десети отдел на Държавна сигурност. По това време то има няколко подразделения, отговорни за различни части от армията – Генералния щаб, Кабинета на министъра, тила, Първа, Втора и Трета армия, Танковата дивизия, Военноморските сили. През следващите десетилетия структурата на военното контраразузнаване продължава да следва тази на самата армия. От 6 февруари 1951 г. отделът получава статут на управление, наричано последователно Трето (1951 – 1952 и 1963 – 1990) и Пето управление (1952 – 1963).
Основната задача на военното контраразузнаване е до осигурява политическата лоялност на армията спрямо комунистическия режим. По тази причина то остава обособено от структурите на Българската армия, като тази организация цели независимост и взаимен контрол между силовите ведомства в страната. То играе и важна роля за вербуването на нещатни сътрудници на Държавна сигурност, много от които влизат в контакт със службите именно като сътрудници на ВКР по време на военната си служба.
След закриването на Държавна сигурност през 1990 година ВКР става управление на Министерството на отбраната, през 1999 – 2008 година е част от Служба „Сигурност - военна полиция и военно контраразузнаване“, а след това е включено в новосъздадената Държавна агенция „Национална сигурност“.

## Наименования
- Разузнавателен отдел към Министерството на войната (1944 – 1947)
- Отдел „Специален“ – МНО (1947 – 1949)
- Отдел „Специален“ – МВР (1949 – 1950)
- Отдел X – Дирекция „Държавна сигурност“ (15 февруари 1950 – 6 февруари 1951)
- Управление III – Държавна сигурност към МВР (6 февруари 1951 – 19 април 1952)
- Управление V – Държавна сигурност към МВР (19 април 1952 – 7 януари 1963)
- Управление III – Държавна сигурност към МВР (7 януари 1963 – 26 юли 1965)
- Управление III – Държавна сигурност към Комитета за Държавна сигурност (26 юли 1965 – 1990)

## Ръководители
- Васил Терзиев (1952 – 1976)[5]
- Димитър Капитанов (1976 – 1977)[5]
- Петър Чергиланов (1977 – 1989)[5]